# Enric de Prússia
Enric de Prússia, príncep de Prússia (Potsdam 1862 - Hemmelmark (Slesvig-Holstein 1929). Príncep de Prússia i d'Alemanya amb els tractaments d'altesa reial i imperial.
Nascut al Neues Palais de la ciutat brandenburguesa de Potsdam el dia 14 d'agost de 1862. Fill de l'emperador Frederic III de Prússia i de la princesa reial Victòria del Regne Unit. Enric era net per via paterna de l'emperador Guillem I de Prússia i de la duquessa Augusta de Saxònia-Weimar-Eisenach i per via materna de la reina Victòria I del Regne Unit i del príncep consort Albert de Saxònia-Coburg Gotha.
Casat el dia 24 de maig de 1888 al Palau de Charlottenburg amb la princesa Irene de Hessen-Darmstadt, filla de la princesa Alícia del Regne Unit i del gran duc Lluís IV de Hessen-Darmstadt. La parella comprà la finca septrentional de Hemmelmark on s'instal·laren i on nasqueren els seus tres fills:
- Valdemar de Prússia, nat a Kiel el 1889 i mort a Tutzing (Baviera) el 1945 a conseqüència de l'hemofília. Es casà amb la princesa Calixta de Lippe el 1919..
- Segimon de Prússia, nat a Kiel el 1896 i mort a Puntarenas (Costa Rica) el 1978. Es casà amb la princesa Carlota de Saxònia-Altenburg el 1919.
- Enric de Prússia, nat el 1900 a Kiel i mort el 1904 a la mateixa localitat.

L'hemofília, consqüència de l'endogàmia de les nissagues nobles, afectà greument la família d'Enric de Prússia. Dos dels seus fills en van morir. El príncep Valdemar va morir en un hospital bavarès després de dies ferit a conseqüència de la seva fugida de la regió de Silèsia. N'havia fugit de l'avenç dels soviètics els últims dies de la Segona Guerra Mundial. L'arribada a un hospital bavarès no va poder fer res per salvar-li la vida, ja que el centre mèdic no tenia sang per realitzar una transfusió. El príncep Enric va morir com a conseqüència d'una caiguda l'any 1904 a l'edat de quatre anys.
Educat junt amb el seu germà, el futur emperador Guillem II de Prússia en un gymnasium de la ciutat de Kassel, ingressà a la marina prussiana. El programa de formació inclogué una expedició al voltant del món de dos anys (1878-1880).
Com a conseqüència de la seva condició de príncep de Prússia ascendí ràpidament en l'escalafó de la marina prussiana. Al llarg de la dècada de 1890 i 1900 realitzà un seguit de viatges de representació oficial del II Reich arreu del món que el portaren també fins als Estats Units.
Durant la Primera Guerra Mundial esdevingué comandant en cap de la Marina prussiana al mar Bàltic. La seva missió consistia a frenar l'expansió de la Marina russa durant el conflicte, el seu èxit militar fou considerable i aconseguí paralitzar la marina russa i retenir-la als ports russos del Bàltic. Amb l'acabament de la Guerra i la dissolució de la monarquia, el príncep abandonà la carrera militar.
Malgrat haver compartit els anys d'infancia amb el seu germà, Guillem II de Prússia, i amb la seva germana gran, la duquessa Carlota de Prússia, al llarg de la seva vida no es mostrà egocèntric ni pressumptuós com si que si mostraren els seus germans. Extremadament apreciat al nord d'Alemanya, on vivia, i entre la marina prussiana, Enric realitzà brillants intervencions militars i implacables gestions diplomàtiques sobretot als Estats Units. El 1931 era la desena fortuna d'Alemanya, amb un patrimoni estimat a 84 millions de reichsmark, el que equivaldrien a 22,11 milions d'euros de 2022.
Va introduir nous esports i d'avenços científics a Alemanya. A més era una gran aficionat a la vela i a les carreres de cotxes de motor. Va morir el dia 20 d'abril de 1929 a la seva residència de Hemmelmark on s'havia retirat des de la caiguda de la monarquia l'any 1918. Morí com a conseqüència d'un càncer de gola, igual que el seu pare trenta-un anys abans.